# Spider-Man: Shattered Dimensions
Spider-Man: Shattered Dimensions é um jogo eletrônico de ação e aventura de 2010 baseado no super-herói da Marvel Comics, Homem-Aranha, desenvolvido pela Beenox e publicado pela Activision. Os jogadores controlam quatro versões diferentes do Homem-Aranha, cada uma originária de um universo diferente no multiverso da Marvel Comics. Os dubladores anteriores do Homem-Aranha, Neil Patrick Harris (Homem-Aranha da Terra-616), Christopher Daniel Barnes (Homem-Aranha Noir), Dan Gilvezan (Homem-Aranha 2099) e Josh Keaton (Homem-Aranha Simbionte da Terra-1610), dublam um dos quatro Homens-Aranha. A versão Nintendo DS do jogo foi desenvolvida pela Griptonite Games e apresenta apenas três variantes do Homem-Aranha.
O jogo gira em torno de um artefato conhecido como Tábua da Ordem e do Caos. Quando é quebrado em pedaços durante uma luta entre o Espetacular Homem-Aranha e Mysterio, causa problemas com várias realidades em todo o Multiverso Marvel. Madame Teia recruta o Espetacular Homem-Aranha e três versões alternativas do herói - Homem-Aranha Noir, Homem-Aranha 2099 e Ultimate Spider-Man - para restaurar o equilíbrio, recuperando os fragmentos do tablet dos vilões dentro de suas respectivas dimensões. A jogabilidade alterna entre os quatro Homens-Aranha, que controlam de forma semelhante, mas apresentam um estilo de jogo e/ou habilidades diferentes. Por exemplo, os níveis do Homem-Aranha Noir incentivam uma abordagem furtiva, enquanto os níveis Ultimate do Homem-Aranha enfatizam os encontros de combate em grande escala.
Shattered Dimensions é o primeiro jogo do Homem-Aranha desenvolvido pela Beenox depois de receber a licença da Activision, substituindo a desenvolvedora anterior Treyarch. Ele recebeu críticas geralmente positivas dos críticos, que elogiaram o conceito de reunir quatro universos da Marvel e elogiaram a dublagem, o combate, a apresentação, o humor e a trilha sonora. No entanto, as críticas foram direcionadas à história simplista do jogo, à escolha dos vilões e ao design geral das cenas, bem como às suas dificuldades técnicas.
Uma sequência, Spider-Man: Edge of Time, foi lançada em outubro de 2011, apresentando apenas o Amazing Spider-Man e o Spider-Man 2099. Tanto o jogo quanto sua sequência foram retirados dos mercados da PlayStation Network e Xbox Live em 2014, após a expiração do acordo de licenciamento existente da Activision com a Marvel. Shattered Dimensions foi relançado via Steam em 24 de outubro de 2015, mas foi removido posteriormente em 1º de abril de 2017.
Um dos escritores do jogo, Mark Hoffmeier, também trabalhou no bem recebido Homem-Aranha: A Série Animada na Fox Kids antes de trabalhar no jogo. Alguns dos conceitos do programa de TV influenciaram o jogo, incluindo o uso de várias versões do Homem-Aranha (como visto no programa) e o conceito da Tábua da Ordem e do Caos. Outro escritor de Shattered Dimensions, Dan Slott, mais tarde trabalhou no enredo dos quadrinhos de 2014, "Spider-Verse", que foi influenciado pelo jogo e, por sua vez, inspirou a franquia de filmes animados Spider-Verse.

## Jogabilidade
O jogador poderá controlar as quatro versões do Homem-Aranha, abrangendo o Fluxo principal (Terra-616), Noir (Terra-7207), Marvel 2099 (Terra-928), e a  Ultimate (Terra-1610).
Em cada dimensão, Homem-Aranha tem uma técnica única de luta que o distingue dos outros.
- Amazing Spider-Man implementa vários ataques de teia, tais como o martelo de teia e maças criadas para combinar teia com o ambiente para criar um devastador combate corpo-a-corpo e a longo alcance.
- Spider-Man Noir usa táticas de stealth e cronometragem para derrotar seus inimigos silenciosamente em combate corpo-a-corpo. Quando o personagem está seguramente oculto nas sombras e, portanto, invisível para os inimigos a tela fica preta e branca, e quando o personagem está exposto a luz, fica colorida significando que ele pode ser visto.
- Spider-Man 2099 se move pelo ar, usando acrobacias em voos altos e sua roupa, com habilidades especiais tecnológicamente avançadas para combate aéreo, conseguindo saltar de prédios futurísticos altíssimos. Ele também tem garras que lhe dão uma arma pessoal. Tem visão acelerada (Um termo cunhado pela equipe de produção descrevendo quanto tudo fica mais lento em volta do Homem-Aranha enquanto ele se mantém na mesma velocidade permitindo-o esquivar-se de ataques). Embora o Homem-Aranha 2099 original não tenha o Sentido-Aranha, foi adicionado ao jogo como uma explicação ainda desconhecida como porque ele o faz.
- Ultimate Spider-man usa os poderes da roupa simbionte para devastar hordas de inimigos, gerando espinho simbiontes e vinhas que agem como extensões de seu próprio corpo.

Outro elemento da jogabilidade é o combate em primeira pessoa. Isso permite ao jogador espancar os inimigos de perto e no corpo-a-corpo. Isto ocorre em certos pontos durante o jogo e é descrito como uma recompensa para o jogador.

## Sinopse

### Enredo
Um artefato conhecido como "A Tábua da Ordem e do Caos" se dividiu em quatro partes durante uma batalha entre o Homem-Aranha e Mysterio, causando problemas as realidades múltiplas do Universo Marvel. Madame Teia convoca as quatro versões do Homem-Aranha das quatro realidades para ajudá-la a restaurar o equilíbrio entre elas: o Amazing Spider-Man, Noir - uma versão do Homem-Aranha de 1930, Ultimate Spider-Man, que está atualmente ligado a um simbionte, e Spider-Man 2099, um Homem-Aranha de um futuro possível. Os Homens-Aranha são informados de que cada um dos vilões de seus respectivos universos tiveram os poderes desenvolvidos devido aos fragmentos da Tábua em posse de cada um deles. Cada vilão ganhou o poder de realizar o que mais deseja, derrotar o Homem-Aranha de seus respectivos universos.

### Personagens
| Principais                                                             | Principais                                                           | Principais                                           | Principais                              |
| Terra-616 (Amazing)                                                    | Terra-7207 (Noir)                                                    | Terra-928 (2099)                                     | Terra-1610 (Ultimate)                   |
| ---------------------------------------------------------------------- | -------------------------------------------------------------------- | ---------------------------------------------------- | --------------------------------------- |
| - O Espetacular Homem-Aranha                                           | - Homem-Aranha Noir                                                  | - Homem-Aranha 2099                                  | - Ultimate Homem-Aranha b               |
| Vilões                                                                 |                                                                      |                                                      |                                         |
| - Electroa - Kraven - Homem-Areia - Mysterio - Fanático - Consertadora | - Bumeranguea - Cabeça de Martelo - Abutre - Duende Verde - Calypsoa | - Duende Macabro - Scorpião - Dra. Octopus - Abutrea | - Electrob - Deadpool b - Carnificina b |
| Outros personagens                                                     |                                                                      |                                                      |                                         |
| - Madame Teia - Silver Sable                                           | - Os Executores                                                      | - Alchemax                                           | - S.H.I.E.L.D - Spider-Slayer           |

↑a Exclusivo para Nintendo DS.
↑b Não há no Nintendo DS.

### Uniformes Alternativos
Bônus de pré-encomenda (Todas as roupas exceto a Cosmic Spider-Man serão destraváveis durante o progresso do jogo)
- Cosmic Spider-Man (Somente na GameShop, para todas as dimensões - exclusivo para Playstation 3 e Xbox 360, conteúdo baixável)
- Iron Spider-Man (Somente na Amazon.com, Somente para a 2099 como um desbloqueio mais cedo - Todos os consoles)
- Scarlet Spider (Somente na Kmart como um desbloqueio mais cedo)
- Negative Zone Spider-Man (Somente na Best Buy como um desbloqueio mais cedo)
- Spider-Armor
- Manga Spider-Man

## Desenvolvimento

### Áudio
Cada Homem-Aranha será dublado por um ator diferente que já dublou o Homem-Aranha no passado. Neil Patrick Harris, que dublou o Homem-Aranha em Spider-Man: The New Animated Series, dublará o Espetacular Homem-Aranha da faixa principal do Universo Marvel. Christopher Daniel Barnes, que retratou o Homem-Aranha em Spider-Man: The Animated Series, dublará o Homem-Aranha Noir.Homem-Aranha 2099 será dublado por Dan Gilvezan, que dublou o Homem-Aranha em Homem-Aranha e Seus Amigos. Finalmente, Ultimate Homem-Aranha será dublado por Josh Keaton, que cedeu sua voz para a série de 2008, The Spectacular Spider-Man e tambem para Harry Osborn no jogo Spider-Man 2 (jogo eletrônico) baseado em Homem-Aranha 2 o filme do mesmo nome. Stan Lee narrará a história, isso que Lee não o faz desde Spider-Man 2: Enter Electro. Jim Dooley irá compor a trilha sonora instrumental do jogo.